# カツトクシン
カツトクシン（欧字名:Katsu Tokushin、1985年4月18日 - 不明）は、日本の競走馬、種牡馬。主な勝ち鞍は1988年の愛知杯、1989年の金杯（西）。
馬名の由来は冠名「カツ」に方位神のひとつ「歳徳神」。

## 戦績
脚部が弱く、そのためデビューは1988年6月の中京開催までずれ込む。しかし父譲りの逃げ脚を発揮しデビュー戦を飾ると、その後も条件戦を勝ち上がり、秋には菊花賞に出走した。
まだ準オープン馬のため10番人気と低評価であったが、第4コーナーまで先頭をキープし、6着と健闘。続く愛知杯では軽ハンデ53キロと距離短縮を味方に、スタートからゴールまで先頭で逃げ切り、重賞を初制覇した。この時の優勝タイム1分58秒2は、1998年サイレンススズカに破られるまで中京競馬場芝2000mのレコードとして残った。
年明けの金杯（西）では、デビュー以来初めて他馬に先頭を譲り、2番手でレースを進めた。しかし直線入り口で先頭に立って押し切り、重賞2連勝となる。なお、この2日後の1月7日に元号が平成に改元されたため、同馬が昭和最後の重賞勝利馬となっている。
このまま古馬中距離戦線の有力馬に名を連ねるかと思われたが、単勝1.2倍の1番人気に支持された中日新聞杯で6着敗退。競走後に重度の屈腱炎を発症した。1990年に中央競馬の登録を抹消しホッカイドウ競馬へ移籍したが、1991年に帯広競馬場で1戦したのみで、長期療養の甲斐なく現役引退となった。
引退後は父タケシバオーの後継種牡馬として静内大典牧場で繋養されたが40頭の産駒を残したのみで活躍馬は出せず、1998年12月1日付けで用途変更となり、種牡馬からも引退となった。

## 競走成績
以下の内容は、netkeiba.comおよびJBISサーチに基づく。
| 年月日 | 年月日 | 年月日 | 競馬場 | 競走名     | 格   | 頭数 | 枠番 | 馬番 | オッズ （人気） | オッズ （人気） | 着順 | 騎手     | 斤量 | 距離（馬場）  | タイム （上り3F.4F） | 着差 | 勝ち馬/（2着馬）       |
| 1988   | 6.     | 19     | 中京   | 4歳未勝利  |      | 14   | 8    | 13   | 4.0             | （2人）         | 1着  | 武豊     | 54   | ダ1700m（良） | 1:48.0 (39.0)        | -0.1 | （ダイセイジン）       |
|        | 7.     | 9      | 中京   | すいれん賞 | 400  | 16   | 1    | 1    | 10.7            | （5人）         | 2着  | 田島信行 | 55   | 芝1800m（良） | 1:48.5 (36.8)        | 0.1  | ハギノイシンパワー     |
|        | 9.     | 11     | 阪神   | 豊中特別   | 400  | 8    | 3    | 3    | 2.0             | （1人）         | 1着  | 武豊     | 55   | 芝2000m（良） | 2:00.9 (49.0)        | -1.0 | （リワードテムジン）   |
|        | 10.    | 2      | 阪神   | 兵庫特別   | 900  | 10   | 7    | 8    | 2.6             | （2人）         | 2着  | 武豊     | 54   | 芝2500m（良） | 2:33.6 (49.4)        | 0.1  | ミリオンハイライン     |
|        | 10.    | 15     | 京都   | 嵯峨野特別 | 900  | 10   | 7    | 7    | 2.1             | （1人）         | 1着  | 武豊     | 55   | 芝2200m（良） | 2:15.0 (48.0)        | -0.3 | （ナチノパーソ）       |
|        | 11.    | 6      | 京都   | 菊花賞     | GI   | 18   | 7    | 15   | 24.7            | （10人）        | 6着  | 田島信行 | 57   | 芝3000m（良） | 3:08.3 (49.0)        | 1.0  | スーパークリーク       |
|        | 12.    | 11     | 中京   | 愛知杯     | GIII | 16   | 7    | 13   | 4.9             | （1人）         | 1着  | 松永幹夫 | 53   | 芝2000m（良） | 1:58.2 (35.7)        | -0.3 | （インターアニマート） |
| 1989   | 1.     | 5      | 京都   | 金杯（西） | GIII | 15   | 3    | 5    | 2.8             | （1人）         | 1着  | 松永幹夫 | 55   | 芝2000m（良） | 2:00.5 (49.7)        | -0.1 | （ミスターシクレノン） |
|        | 3.     | 5      | 中京   | 中日新聞杯 | GIII | 12   | 5    | 6    | 1.2             | （1人）         | 6着  | 松永幹夫 | 57   | 芝1800m（重） | 1:48.3 (36.8)        | 0.5  | トウショウアロー       |
| 1991   | 5.     | 23     | 帯広   | 知床賞     |      | 8    | 5    | 5    | -               | （4人）         | 8着  | 岡島玉一 | 59   | ダ1200m（良） | 1:21.1（-）          | 6.7  | サンシヤインミカサ     |

- 枠番・馬番の太字は単枠指定を示す。内容は日本中央競馬会『中央競馬全重賞競走成績 古馬関西編』（1997年）に基づく[4]。

## 血統表
| カツトクシンの血統             | カツトクシンの血統                                    | カツトクシンの血統 | （血統表の出典）   | （血統表の出典） |
| 父系                           | ロックフェラ系                                        | ロックフェラ系     | ロックフェラ系     | [ § 2 ]          |
| 父 タケシバオー 1965 鹿毛 日本 | 父の父*チャイナロック China Rock 1953 栗毛 イギリス   | Rockefella         | Hyperion           | Hyperion         |
| 父 タケシバオー 1965 鹿毛 日本 | 父の父*チャイナロック China Rock 1953 栗毛 イギリス   | Rockefella         | Rockfel            |                  |
| 父 タケシバオー 1965 鹿毛 日本 | 父の父*チャイナロック China Rock 1953 栗毛 イギリス   | May Wong           | Rustom Pasha       | Rustom Pasha     |
| 父 タケシバオー 1965 鹿毛 日本 | 父の父*チャイナロック China Rock 1953 栗毛 イギリス   | May Wong           | Wezzan             |                  |
| 父 タケシバオー 1965 鹿毛 日本 | 父の母タカツナミ 1958 黒鹿毛 日本                     | ヤシママンナ       | *プリメロ          | *プリメロ        |
| 父 タケシバオー 1965 鹿毛 日本 | 父の母タカツナミ 1958 黒鹿毛 日本                     | ヤシママンナ       | 第参マンナ         |                  |
| 父 タケシバオー 1965 鹿毛 日本 | 父の母タカツナミ 1958 黒鹿毛 日本                     | *クニビキ          | Nice Day           | Nice Day         |
| 父 タケシバオー 1965 鹿毛 日本 | 父の母タカツナミ 1958 黒鹿毛 日本                     | *クニビキ          | Starlet            |                  |
| 母 タケワカ 1973 栃栗毛 日本   | 母の父*ネヴァービート Never Beat 1960 栃栗毛 イギリス | Never Say Die      | Nasrullah          | Nasrullah        |
| 母 タケワカ 1973 栃栗毛 日本   | 母の父*ネヴァービート Never Beat 1960 栃栗毛 イギリス | Never Say Die      | Singing Grass      |                  |
| 母 タケワカ 1973 栃栗毛 日本   | 母の父*ネヴァービート Never Beat 1960 栃栗毛 イギリス | Bride Elect        | Big Game           | Big Game         |
| 母 タケワカ 1973 栃栗毛 日本   | 母の父*ネヴァービート Never Beat 1960 栃栗毛 イギリス | Bride Elect        | Netherton Maid     |                  |
| 母 タケワカ 1973 栃栗毛 日本   | 母の母フシミイーグル 1965 鹿毛 日本                   | *イーグル Eagle    | Court Martial      | Court Martial    |
| 母 タケワカ 1973 栃栗毛 日本   | 母の母フシミイーグル 1965 鹿毛 日本                   | *イーグル Eagle    | Ark Royal          |                  |
| 母 タケワカ 1973 栃栗毛 日本   | 母の母フシミイーグル 1965 鹿毛 日本                   | 時孝               | 月友               | 月友             |
| 母 タケワカ 1973 栃栗毛 日本   | 母の母フシミイーグル 1965 鹿毛 日本                   | 時孝               | 第参ソネラ         |                  |
| 母系(F-No.)                    | ソネラ系(FN:4-r)                                      | ソネラ系(FN:4-r)   | ソネラ系(FN:4-r)   | [ § 3 ]          |
| 5代内の近親交配                | Nearco5・5（母内）                                    | Nearco5・5（母内） | Nearco5・5（母内） | [ § 4 ]          |
| 出典                           | 1. 2. 3. 4.                                           | 1. 2. 3. 4.        | 1. 2. 3. 4.        | 1. 2. 3. 4.      |